# تشارلي فينتورا
تشارلي فينتورا (بالإنجليزية: Charlie Ventura)‏ هو عازف جاز أمريكي، ولد في 2 ديسمبر 1916 في فيلادلفيا في الولايات المتحدة، وتوفي في 17 يناير 1992 في بليسنتفيل في الولايات المتحدة بسبب سرطان الرئة.

## وصلات خارجية
- تشارلي فينتورا على موقع IMDb (الإنجليزية)
- تشارلي فينتورا على موقع ميوزك برينز (الإنجليزية)
- تشارلي فينتورا على موقع أول ميوزيك (الإنجليزية)
- تشارلي فينتورا على موقع ديسكوغز (الإنجليزية)